# Clay Butte Lookout
Le Clay Butte Lookout est une tour de guet du comté de Park, dans le Wyoming, aux  États-Unis. Situé à 2 990 mètres d'altitude dans les monts Beartooth, il est protégé au sein de la forêt nationale de Shoshone. Construit par le Civilian Conservation Corps, terminé en octobre 1943, il est inscrit au Registre national des lieux historiques depuis le 8 janvier 2014.